# Olympische Sommerspiele 1924/Teilnehmer (Griechenland)
| Gelbes Symbol für Goldmedaillen mit stilisierten Olympischen Ringen | Graues Symbol für Silbermedaillen mit stilisierten Olympischen Ringen | Braundes Symbol für Bronzemedaillen mit stilisierten Olympischen Ringen |
| ------------------------------------------------------------------- | --------------------------------------------------------------------- | ----------------------------------------------------------------------- |
| —                                                                   | —                                                                     | —                                                                       |

Griechenland nahm an den Olympischen Sommerspielen 1924 in der französischen Hauptstadt Paris mit 39 Athleten, einer Frau und 38 Männern, in acht Sportarten teil.
Seit 1896 war es die siebte Teilnahme eines griechischen Teams bei Olympischen Sommerspielen.

## Flaggenträger
Der Kugelstoßer Christos Vrettos trug die Flagge Griechenlands während der Eröffnungsfeier im Stade Olympique de Colombes.

## Teilnehmer nach Sportarten

### Boxen
Herren
- Emmanouil Gneftos (Weltergewicht)

- 1. Runde: Niederlage gegen den Dänen Andreas Petersen, Platz 17

### Fechten
Herren
- Theodoros Foustanos

- Degen Einzel: mit zwei Siegen und sechs Niederlagen (= Platz 7) in der Vorrundengruppe D ausgeschieden
- Florett Einzel: mit drei Niederlagen gegen den Belgier Émile Dufrance (1:5), den Argentinier Horacio Casco (0:5) und den Portugiesen Gil de Andrade (1:5) als Vierter der Vorrundengruppe L nicht für die zweite Runde qualifiziert

- Ioannis Georgiadis

- Säbel Einzel: mit einem Sieg (4:2 gegen den US-Amerikaner Arthur Lyon) und sechs Niederlagen als Achter der Vorrundengruppe E nicht für das Halbfinale qualifiziert
- Säbel Mannschaft: mit einer 2:14-Niederlage gegen Italien und einer 6:10-Niederlage gegen das tschechoslowakische Team als Dritter der Vorrundengruppe A nicht für das Viertelfinale qualifiziert

- Kostas Kotzias

- Degen Mannschaft: mit einer 4:12-Niederlage gegen die Schweiz und einer 7:9-Niederlagen gegen Kuba als Dritter der Vorrundengruppe E nicht für das Viertelfinale qualifiziert
- Säbel Einzel: mit drei Siegen und zwei Niederlagen als Zweiter der Vorrundengruppe F für das Halbfinale qualifiziert
- Säbel Mannschaft: mit einer 2:14-Niederlage gegen Italien und einer 6:10-Niederlage gegen das tschechoslowakische Team als Dritter der Vorrundengruppe A nicht für das Viertelfinale qualifiziert

- Konstantinos Nikolopoulos

- Degen Einzel: mit vier Siegen und fünf Niederlagen (= Platz 7) in der Vorrundengruppe A ausgeschieden
- Degen Mannschaft: mit einer 4:12-Niederlage gegen die Schweiz und einer 7:9-Niederlagen gegen Kuba als Dritter der Vorrundengruppe E nicht für das Viertelfinale qualifiziert
- Säbel Mannschaft: mit einer 2:14-Niederlage gegen Italien und einer 6:10-Niederlage gegen das tschechoslowakische Team als Dritter der Vorrundengruppe A nicht für das Viertelfinale qualifiziert

- Evangelos Skotidas

- Degen Mannschaft: mit einer 4:12-Niederlage gegen die Schweiz und einer 7:9-Niederlagen gegen Kuba als Dritter der Vorrundengruppe E nicht für das Viertelfinale qualifiziert

- Tryfon Triantafyllakos

- Degen Einzel: mit fünf Siegen und vier Niederlagen (= Platz 3) in der Vorrundengruppe B für das Viertelfinale qualifiziert; mit drei Siegen und sieben Niederlagen (= Platz 9) in der Viertelfinalgruppe C ausgeschieden
- Degen Mannschaft: mit einer 4:12-Niederlage gegen die Schweiz und einer 7:9-Niederlagen gegen Kuba als Dritter der Vorrundengruppe E nicht für das Viertelfinale qualifiziert
- Säbel Mannschaft: mit einer 2:14-Niederlage gegen Italien und einer 6:10-Niederlage gegen das tschechoslowakische Team als Dritter der Vorrundengruppe A nicht für das Viertelfinale qualifiziert

### Leichtathletik
Herren
- Vyron Athanasiadis

- 10.000 m: Rennen nicht beendet
- Marathon: Rennen nicht beendet

- Stelios Benardis

- Fünfkampf: 83 Punkte, Platz 28

- Weitsprung: 5,35 m (35 Punkte); Speerwurf: 35,58 m (27); 200 m: 26,2 s (27); nicht für den weiteren Wettbewerb qualifiziert

- Zehnkampf: 5189,160 Punkte, Platz 24

- 100 m: 12,2 s (619,2 Punkte); Weitsprung: 5,70 m (534,5); Kugelstoßen: 9,90 m (455,5); Hochsprung: 1,60 m (538,0); 400 m: 57,6 s (646,56); 110 m Hürden: 19,2 s (601,0); Diskuswurf: 30,56 m (443,30); Stabhochsprung: 2,92 m (443,8); Speerwurf: 40,64 m (440,100); 1500 m: 5:25,6 min (467,2)

- Dimitrios Karabatis

- Diskuswurf: ohne gültigen Versuch in der Qualifikationsgruppe 1 ausgeschieden
- Kugelstoßen: mit 10,96 m (= Platz 11) in der Qualifikationsgruppe 2 nicht für das Finale qualifiziert

- Argyris Karagiannis

- 4 × 100-m-Staffel: mit 46,1 s (= Platz 2) im ersten Vorlauf für das Halbfinale qualifiziert; mit 45,2 s (= Platz 4) im ersten Halbfinale nicht für das Finale qualifiziert
- Stabhochsprung: mit 3,20 m (= Platz 7) in der Qualifikationsgruppe 1 nicht für das Finale qualifiziert

- Antonios Karyofyllis

- Hochsprung: mit 1,70 m (= Platz 7) in der Qualifikationsgruppe 4 nicht für das Finale qualifiziert

- Alexandros Kranis

- 5000 m: als Siebter im dritten Vorlauf nicht für das Finale qualifiziert
- 10.000 m: Rennen nicht beendet
- Marathon: Rennen nicht beendet

- Konstantinos Pantelidis

- 100 m: als Vierter im zehnten Vorlauf nicht für das Viertelfinale qualifiziert
- 200 m: Vorlauf 11, Platz 2; als Sechster im Lauf 3 des Viertelfinals ausgeschieden
- 4 × 100-m-Staffel: mit 46,1 s (= Platz 2) im ersten Vorlauf für das Halbfinale qualifiziert; mit 45,2 s (= Platz 4) im ersten Halbfinale nicht für das Finale qualifiziert
- Weitsprung: mit 5,94 m (= Platz 7) in der Qualifikationsgruppe 1 nicht für das Finale qualifiziert

- Alexandros Papafingos

- 100 m: als Fünfter im neunten Vorlauf nicht für das Viertelfinale qualifiziert
- 200 m: als Dritter im achten Vorlauf nicht für das Viertelfinale qualifiziert
- 4 × 100-m-Staffel: mit 46,1 s (= Platz 2) im ersten Vorlauf für das Halbfinale qualifiziert; mit 45,2 s (= Platz 4) im ersten Halbfinale nicht für das Finale qualifiziert

- Iraklis Sakellaropoulos

- Marathon: Rennen nicht beendet

- Ioannis Talianos

- 110 m Hürden: mit 16,3 s (= Platz 4) im fünften Vorlauf nicht für das Halbfinale qualifiziert
- 400 m Hürden: mit 58,0 s (= Platz 3) im dritten Vorlauf nicht für das Halbfinale qualifiziert
- 4 × 100-m-Staffel: mit 46,1 s (= Platz 2) im ersten Vorlauf für das Halbfinale qualifiziert; mit 45,2 s (= Platz 4) im ersten Halbfinale nicht für das Finale qualifiziert

- Christos Vrettos

- Kugelstoßen: mit 13,13 m (= Platz 3) in der Qualifikationsgruppe 3 nicht für das Finale qualifiziert

- Georgios Zacharopoulos

- Diskuswurf: mit 34,02 m (= Platz 11) in der Qualifikationsgruppe 2 nicht für das Finale qualifiziert
- Speerwurf: mit 51,17 m (= Platz 8) in der Qualifikationsgruppe 1 nicht für das Finale qualifiziert
- Fünfkampf: Punkte, Platz

- Weitsprung: 5,49 m (27 Punkte); Speerwurf: 49,00 m (7); 200 m: Rennen nicht beendet; nicht für den weiteren Wettbewerb qualifiziert

### Ringen
Herren, griechisch-römisch
- Vasilios Pavlidis (Leichtgewicht)

- 1. Runde: Niederlage gegen den Polen Leon Rękawek
- 2. Runde: Niederlage gegen den Dänen Holger Askehave, Platz 20

- Georgios Zervinis (Bantamgewicht)

- 1. Runde: Niederlage gegen den Norweger Sven Martinsen
- 2. Runde: Niederlage gegen den Niederländer Johannes van Maaren, Platz 17

### Schießen
Herren
- Gerasimos Anagnostou

- Freies Gewehr: 82 Punkte, Platz 24

- Georgios Anitsas

- Freies Gewehr, Mannschaft: 526 Punkte, Platz 12

- Georgios Moraitinis

- Kleinkaliber liegend: 364 Punkte, Platz 58
- Schnellfeuerpistole: 14 Punkte, Platz 37
- Freies Gewehr, Mannschaft: 526 Punkte, Platz 12

- Alexandros Theofilakis

- Freies Gewehr: 74 Punkte, Platz 48
- Kleinkaliber liegend: 358 Punkte, Platz 60
- Schnellfeuerpistole: 16 Punkte, Platz 21
- Freies Gewehr, Mannschaft: 526 Punkte, Platz 12

- Ioannis Theofilakis

- Freies Gewehr: 78 Punkte, Platz 41
- Kleinkaliber liegend: 376 Punkte, Platz 41
- Schnellfeuerpistole: 13 Punkte, Platz 40
- Freies Gewehr, Mannschaft: 526 Punkte, Platz 12

- Georgios Vafeiadis

- Schnellfeuerpistole: 7 Punkte, Platz 53

- Andreas Vichos

- Freies Gewehr: 81 Punkte, Platz 31
- Freies Gewehr, Mannschaft: 526 Punkte, Platz 12

### Schwimmen
Herren
- Dionysios Vasilopoulos

- 100 m Freistil: mit 1:12,0 min im Vorlauf nicht für das Halbfinale qualifiziert
- 400 m Freistil: mit 6:21,4 min im Vorlauf nicht für das Halbfinale qualifiziert
- 1500 m Freistil: mit 26:17,4 min im Vorlauf nicht für das Halbfinale qualifiziert

### Tennis
Herren-Einzel
- Pantelis Papadopoulos

- 1. Runde: 5:7/5:7/1:6-Niederlage gegen den Argentinier Héctor Cattaruzza

- Augustos Zerlendis

- 1. Runde: Freilos
- 2. Runde: 6:3/1:6/3:6/6:3/6:4-Sieg gegen den Inder Athar-Ali Fyzee
- 3. Runde: 0:6/2:6/4:6-Niederlage gegen den Italiener Umberto De Morpurgo

Herren-Doppel
- Pantelis Papadopoulos & Augustos Zerlendis

- Runde 64: Freilos
- Runde 32: 6:2/6:3/4:6/6:2-Sieg gegen die Mexikaner Felipe del Canto & Mariano Lozano Alatorre
- Achtelfinale: 2:6/7:9/4:6-Niederlage gegen die Spanier José María Alonso & Manuel Alonso

Damen-Einzel
- Lena Valaoritou

- 1. Runde: Freilos
- 2. Runde: 6:1/3:6/2:6-Niederlage gegen die Inderin N. Polley

Mixed
- Lena Valaoritou & Augustos Zerlendis

- Runde 32: 4:6/6:2/6:2-Sieg gegen die Norweger Caro Dahl & Conrad Langaard
- Achtelfinale: 2:6/1:6-Niederlage gegen die US-Amerikaner Hazel Hotchkiss Wightman & Richard Norris Williams

### Wasserball
- Theodorakis Anastassios, Andreas Asimakopoulos, Nikolaos Baltatzis-Mavrokordatos, Georgios Chalkiopoulos, Nikolaos Kaloudis, Christos Peppas, Pantelis Psychas, Dionysios Vasilopoulos, E. Vlassis & C. Vourvoulis

- Vorrunde: 1:6-Niederlage gegen das tschechoslowakische Team, Platz 11